# Grattacieli di Filadelfia

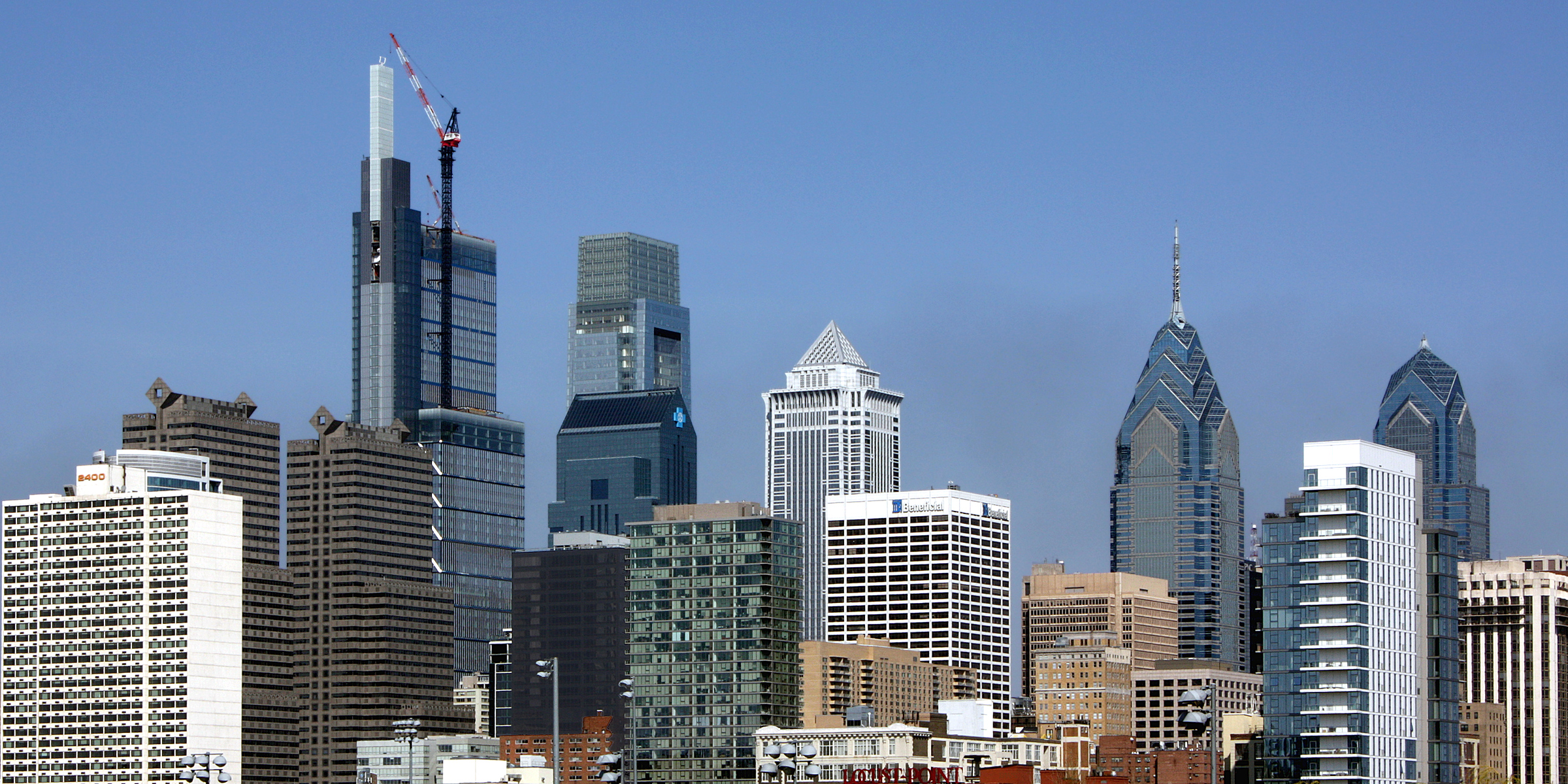
Skyline di Filadelfia nel 2018

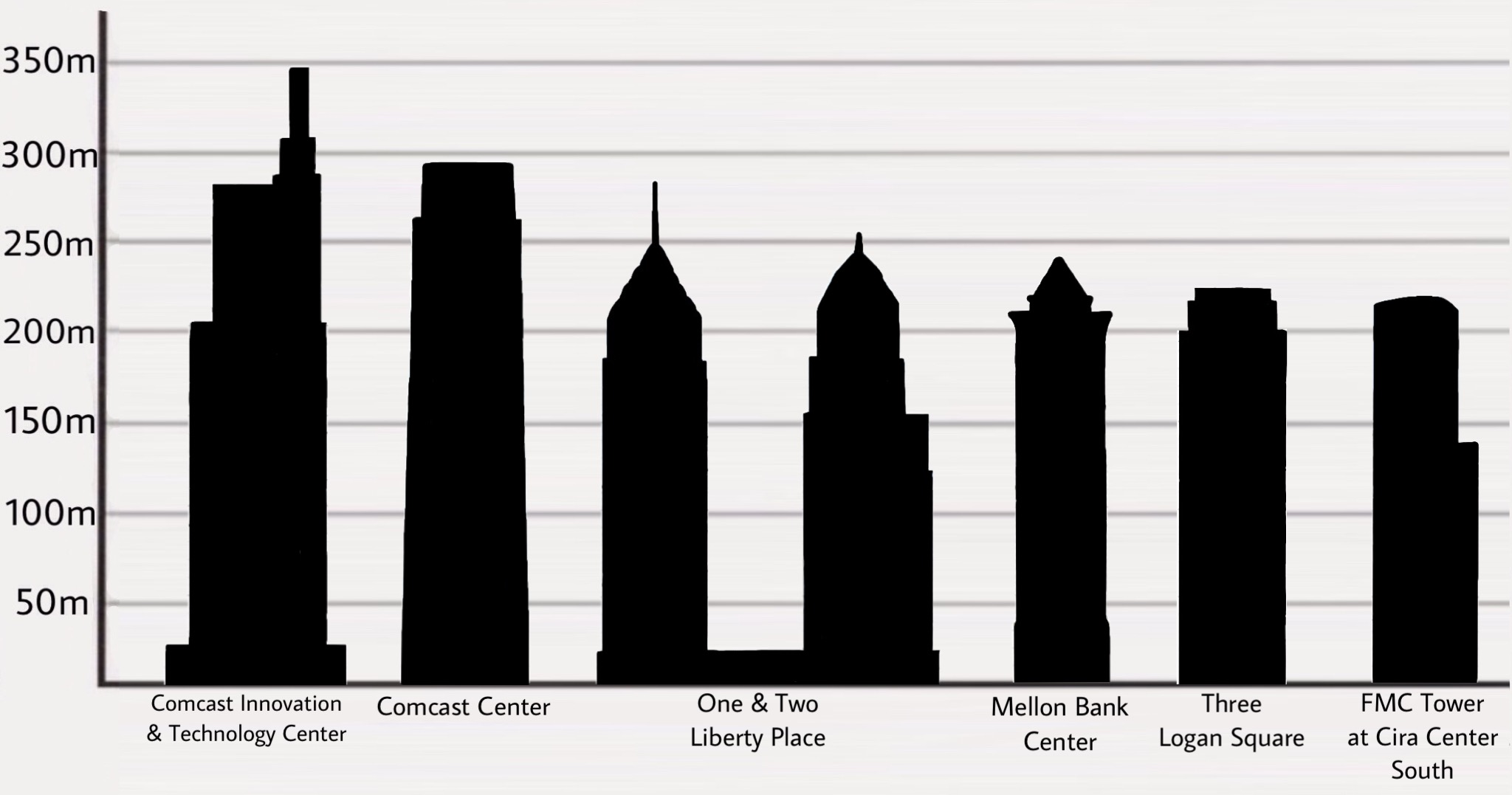
Confronto dei grattacieli più alti

Filadelfia è la città più grande della Pennsylvania, oltre che la sesta città statunitense più popolata. Fondata nel 1682 è anche una delle città più antiche degli Stati Uniti d'America e nel 1776 vi sono state firmate la Dichiarazione d'Indipendenza e la costituzione statunitense. La città ospita una sessantina di grattacieli al di sopra dei 100 m di altezza, dei quali i più alto è il Comcast Technology Center, costruito nel 2018, che con i suoi 341 m è il 13° più alto degli USA, ma il primo al di fuori di New York City e Chicago.

## Gli edifici più alti
Questa lista comprende i grattacieli a partire da 120 m di altezza.
| #   | Nome                                        | Immagine | Altezza Metri | Piani | Anno | Note                                                                 |
| --- | ------------------------------------------- | -------- | ------------- | ----- | ---- | -------------------------------------------------------------------- |
| 1   | Comcast Technology Center                   |          | 341           | 60    | 2018 | 13° più alto degli USA e il primo al di fuori di New York e Chicago. |
| 2   | Comcast Center                              |          | 297           | 58    | 2008 | Il più alto della città dal 2008 al 2018.                            |
| 3   | One Liberty Place                           |          | 288           | 61    | 1987 | Il più alto della città dal 1987 al 2008                             |
| 4   | Two Liberty Place                           |          | 259           | 58    | 1990 |                                                                      |
| 5   | BNY Mellon Center                           |          | 241           | 54    | 1990 |                                                                      |
| 6   | Three Logan Square                          |          | 225           | 55    | 1991 |                                                                      |
| 7   | FMC Tower                                   |          | 224           | 49    | 2016 |                                                                      |
| 8   | G. Fred DiBona Jr. Building                 |          | 191           | 45    | 1990 |                                                                      |
| 9   | W Hotel and Element by Westin, Philadelphia |          | 177           | 51    | 2019 | Il più alto ad uso alberghiero della città.                          |
| 10= | One Commerce Square                         |          | 172           | 41    | 1987 |                                                                      |
| 10= | Two Commerce Square                         |          | 172           | 41    | 1992 |                                                                      |
| 12  | Philadelphia City Hall                      |          | 167           | 9     | 1901 | Il più alto della città dal 1901 al 1987.                            |
| 13  | Residenze al Ritz-Carlton                   |          | 158           | 48    | 2009 | Il più alto ad uso residenziale della città.                         |
| 14= | 1818 Market Street                          |          | 152           | 40    | 1974 | Il più alto costruito negli anni '70.                                |
| 14= | St. James Building                          |          | 152           | 45    | 2004 |                                                                      |
| 16= | PSFS Building                               |          | 150           | 36    | 1932 | Con l'antenna arriva a 229 m di altezza.                             |
| 16= | PNC Bank Building                           |          | 150           | 40    | 1983 |                                                                      |
| 18= | Centre Square II                            |          | 149           | 50    | 1973 |                                                                      |
| 18= | Five Penn Center                            |          | 149           | 36    | 1970 |                                                                      |
| 20  | Murano                                      |          | 145           | 53    | 2008 |                                                                      |
| 21  | One South Broad                             |          | 144           | 28    | 1932 |                                                                      |
| 22= | 2000 Market Center                          |          | 133           | 29    | 1973 |                                                                      |
| 22= | Two Logan Square                            |          | 133           | 35    | 1987 |                                                                      |
| 24  | Cira Center                                 |          | 133           | 28    | 2005 | Progettato da César Pelli.                                           |
| 25= | 1700 Market                                 |          | 131           | 32    | 1968 |                                                                      |
| 25= | Evo Cira Center South                       |          | 131           | 33    | 2014 |                                                                      |
| 27  | 1835 Market Street                          |          | 130           | 29    | 1986 |                                                                      |
| 28  | Centre Square I                             |          | 127           | 32    | 1973 |                                                                      |
| 29  | Amark Tower                                 |          | 126           | 32    | 1984 |                                                                      |
| 30  | Wells Fargo Building                        |          | 123           | 29    | 1927 |                                                                      |
| 31= | 1706 Rittenhouse                            |          | 122           | 33    | 2010 |                                                                      |
| 31= | One Logan Square                            |          | 122           | 31    | 1983 |                                                                      |
| 33  | Ten Rittenhouse Square                      |          | 120,7         | 33    | 2009 |                                                                      |
| 34  | Ritz-Carlton Philadelphia                   |          | 120           | 31    | 1931 |                                                                      |

## Cronologia edifici più alti
| Nome                      | Immagine | Anni come più alto | Altezza metri | Piani |
| ------------------------- | -------- | ------------------ | ------------- | ----- |
| Philadelphia City Hall    |          | 1894-1984          | 167           | 9     |
| One Liberty Place         |          | 1987-2008          | 288           | 61    |
| Comcast Center            |          | 2008-2018          | 297           | 57    |
| Comcast Technology Center |          | 2018–presente      | 341           | 60    |